# Ingo Klöcker

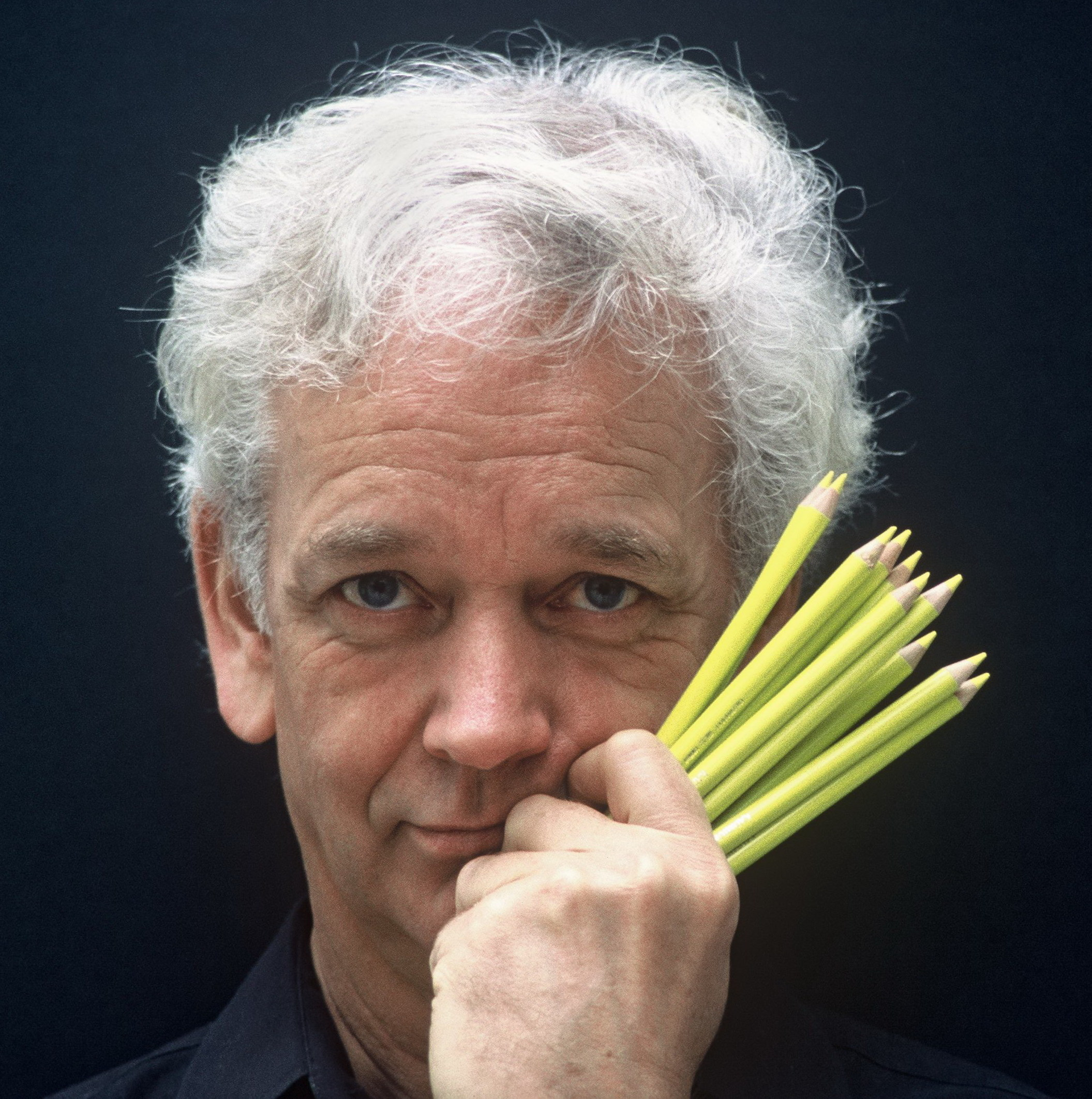
Ingo Klöcker, 1997

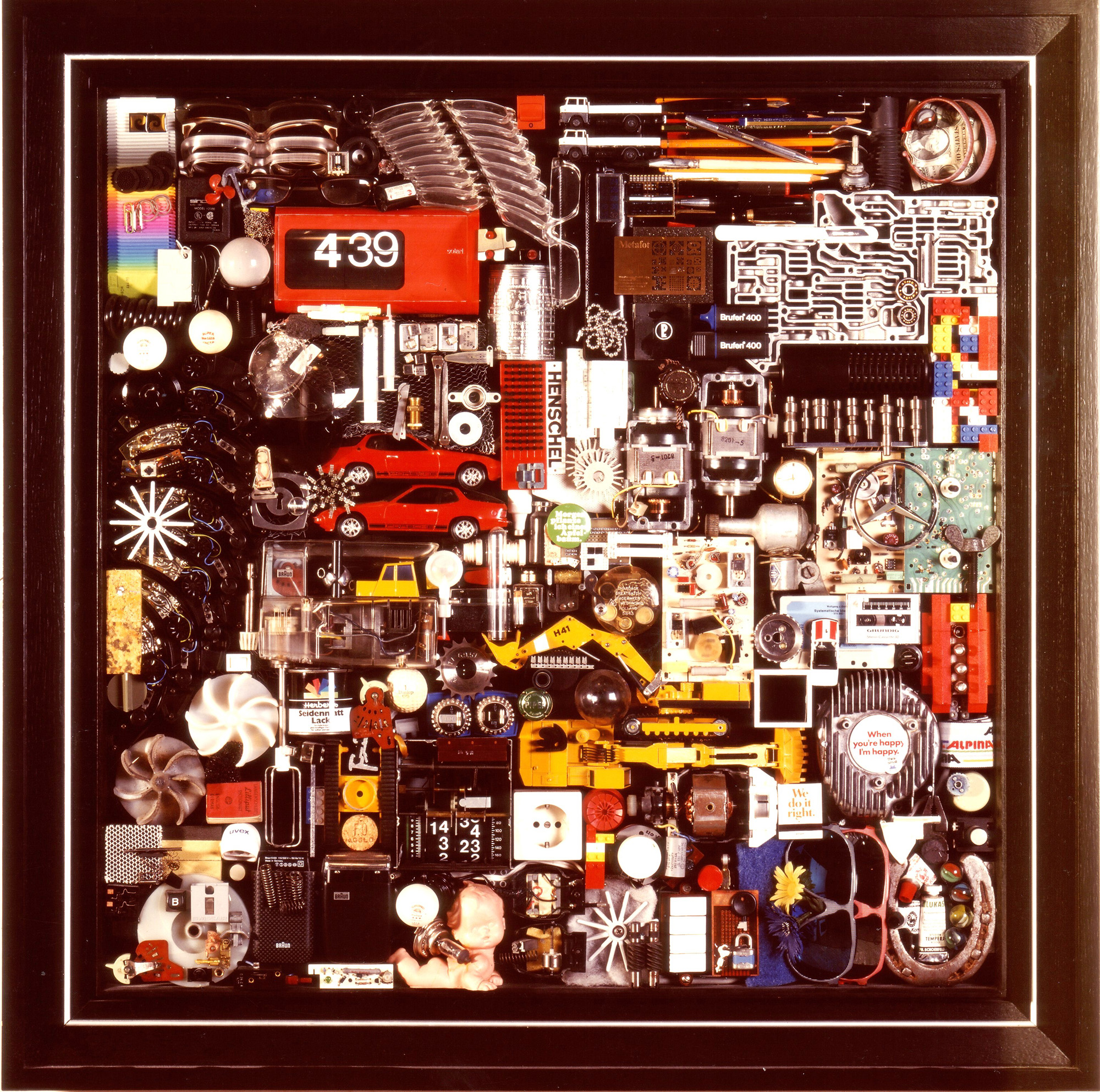
Kloecker: Primeur

Ingo Klöcker (* 25. Oktober 1937 in Stuttgart) ist ein deutscher Ingenieur, Produktdesigner, Künstler und Hochschullehrer.

## Leben
Klöckers Vater war Kunstgewerbelehrer in Köln, später Werbeberater und schließlich Redakteur der Süddeutschen Zeitung. Nach dem Abitur 1957 studierte Ingo Klöcker an der Technischen Hochschule (TU) Stuttgart Maschinenbau.
Nach seiner Diplomarbeit, die Klöcker im Presswerk bei Daimler-Benz in Sindelfingen auf dem Gebiet der spanlosen Umformtechnik machte, studierte er von 1961 bis 1962 an der Hochschule für Gestaltung in Ulm in der Fachrichtung Produktgestaltung (Industrie-Desgin) bei Thomas Maldonado, Hans Gugelot, Friedrich Vordemberge-Gildewart und Otl Aicher und lernte unter anderen Josef Albers und Max Bill kennen. Sein Diplom erhielt er 1962. 1970 studierte er an der Internationalen Sommerakademie für Bildende Kunst Salzburg bei Rudolf Szyszkowitz „Figurative Malerei“.

## Beruflicher Werdegang
Klöcker begann seine berufliche Laufbahn 1962 als Konstrukteur und Entwickler im Bereich Maschinenbau, Feinwerktechnik und Fahrzeugtechnik. So war er Konstrukteur von Haushaltsmaschinen bei Braun in Frankfurt am Main und es folgten Tätigkeiten als Konstrukteur und Designer bei Audi, Rheinstahl und Vorwerk. Ab 1969 war er Design-Manager. Bei Vorwerk übernahm er 1972 die Leitung der Abteilung Forschung und Entwicklung und 1979 als Geschäftsführer die technische Gesamtleitung von Uvex. Von 1972 bis 1984 war er Lehrbeauftragter und Honorarprofessor an der Technischen Universität Braunschweig. 1980 wurde er an der Technischen Universität Hannover zum Dr.-Ing. promoviert. 1980 bis 2002 war Klöcker Professor für Konstruktion und Werkstofftechnik an der Fachhochschule Nürnberg bzw. Technischen Hochschule Nürnberg Georg Simon Ohm, seit 1983 als 1982 ernannter ordentlicher Professor für Konstruktion, Werkstoffe und Industrial Design. Seit 2003 war er Lehrbeauftragter Professor mit demselben Aufgabengebiet.
Seit 1983 ist der in Fürth lebende Klöcker auch als Maler und Bildhauer und seit 2008 als Schriftsteller tätig. Seine Skulptur Der Läufer befindet sich auf dem Gelände der Technischen Hochschule Nürnberg Georg Simon Ohm-Hochschule an der Wollentorstraße in Nürnberg. Seine Skulptur Jahrtausendsäule, im Sprech: Flabegsäule und Spiegelsäule, stand bis März 2019 an der Freiheit im Stadtzentrum von Fürth.

## Ehrungen
- 1979 Ernennung zum Honorarprofessor an der Technischen Universität Braunschweig.[8]
- 1985 Ehrenplakette des VDI für die Leitung des Ausschusses (Obmann) Industrial Design, die Erarbeitung der Richtlinien VDI 2424 Blätter 1 bis 3 und Ausschussmitglied für die Richtlinien VDI 2221, 2222 und 2224 (Methodik)[5]
- 1992 Erster Preis der Rupert-Gabler-Stiftung zur „Förderung von Kunst, Kultur und Wissenschaften“ in Obergünzburg[9][10]

## Publikationen
- Stahl und Form. Herausgegeben von der Beratungsstelle für Stahlverwendung im Verlag Stahleisen m.b.H., Düsseldorf 1969.
- Design von Investitionsgütern. 1969.
- Der Fahrstand einer diesel-elektrischen Lokomotive als Design-Aufgabe. In: Rheinstahl Technik. 4, (Essen) 1970, S. 172–177.
- Innovation durch Industrial Design. In: Konstruktion im Maschinen-, Apparate- und Gerätebau 1. Springer-Verlag, Berlin, Organ der VDI-Gesellschaft Konstruktion und Entwicklung, Düsseldorf 1976, S. 5–10.
- Die Synthese von Technik und Design. In: Baupraxis Bau + Industrie. 3, 1977, S. 5–7.
- Technisches Management - oft fehlen Mut und Weitblick, in: Manager Magazin 11/1977, S. 117–120, Hamburg
- Feinwerktechnik und Industrial Design, als Obmann Tagungs-Grundsatzvortrag in: Industrial Design – neue Gesichtspunkte für neue Marktchancen, Tagungsband der VDI-Ges. Feinwerktechnik Düsseldorf (Herausgeber) in Zusammenarbeit mit Württembergischer Ingenieurverein und Landesgewerbeamt Baden-Württemberg, S. 1–12, Stuttgart 1980
- 48 Aufsätze in: Süddeutsche Zeitung, Beilage Zeitgemäße Form und Technik, unterschiedliche Seiten, München 1965–1980
- Feinwerktechnik und Industrial Design, in: Feinwerktechnik & Messtechnik F&M 3 1981, S. 142–146, Hanser-Verlag, München 1981
- Produktgestaltung. Springer-Verlag, Berlin 1981, ISBN 3-540-10597-2, doi:10.1007/978-3-642-81601-7. Softcover ISBN 978-3-642-81602-4.
- Industrial Design in der Feinwerktechnik, als Tagungs-Obmann Einführung in das Thema, in: Tagungsband, VDI-Berichte 406, Herausgeber Verein Deutscher Ingenieure Düsseldorf im VDI-Verlag, S. 1–6, Düsseldorf 1981
- Industrial Design: Intuition oder Konstruktion? In: FH-Nachrichten, Mitteilungen des Präsidenten der Georg-Simon-Ohm-Fachhochschule, 1‘1986, S. 32f, Nürnberg
- Industrial Design – Grundlagen, Begriffe, Wirkungsweisen VDI/VDE-Richtlinie 2424 Blätter 1 / 2 / 3, Obmann und Autor: Ingo Klöcker, Herausgeber: VDI/VDE-Gesellschaft Feinwerktechnik 1986 Düsseldorf
- Konstruktion – Aphorismen über ein ungeliebtes Fach. In: FH-Nachrichten, Mitteilungen des Präsidenten der Georg-Simon-Ohm-Fachhochschule, 3‘1987, S. 8f, Nürnberg
- Der Design-Prozess – Aphorismen zu einem alltäglich-ungewöhnlichen Geschehen. In: ICI-Report Form und Farbe, 2,1988, S. 10f, Hilden
- Der Design-Prozess: Über meine Ausstellung in Nürnberg, in: Design-Report Bulletin des Rat für Formgebung in Frankfurt, Nr. 9 1989, S. 32–37, Frankfurt
- Zu guter (Vor-)Letzt: Nur der Mondflug ist mit Computern zu bewältigen. In: FH-Nachrichten, Mitteilungen des Präsidenten der Georg-Simon-Ohm-Fachhochschule, 3‘1989, S. 46, Nürnberg
- Zu guter (Vor-)Letzt: Oh – diese Prüfungen. In: FH-Nachrichten, Mitteilungen des Präsidenten der Georg-Simon-Ohm-Fachhochschule, 1‘1990, S. 56, Nürnberg
- Die Schnittstelle Mensch-Maschine als Entwurfsaufgabe. In: FH-Nachrichten, Mitteilungen des Präsidenten der Georg-Simon-Ohm-Fachhochschule, 2‘1995, S. 46f, Nürnberg
- Werkstofftechnik-Repetitorium, Eigenverlag, Fürth 1994
- Materialbilder und Corporate Identity (CI) in: Kunst aktuell, das Kunstmagazin für den deutschsprachigen Kulturraum Europas, 5‘1995, S. 1 und S. 20–22, AFV-Verlag Nürnberg
- Ingo Klöcker Materialbilder Katalog zur Ausstellung, Herausgeber: Kulturbrücke Schwaben und Art + Design Fürth, 1997
- Industrial Design und Konstruktion: Was man könnte – wenn man es denn könnte. Vortrag anlässlich des Symposiums Konstruktionstechnik – Quo vadis?, veranstaltet von der Gesellschaft für Konstruktionstechnik Braunschweig e.V. und, ein weiteres Mal, anlässlich der Tagung des VDI-Arbeitskreises Entwicklung, Konstruktion und Vertrieb 1999 am Institut für Ergonomie der Technischen Hochschule München, abgedruckt in: Schriftenreihe der Georg Simon-Ohm-Fachhochschule-Nürnberg, 4/1999, S. 87–96
- Kunst von Ingo Klöcker, Werkübersicht, Band 1: Das graphische Werk, Verlag Art+Design, Fürth 1999, ISBN 3-00-034050-5
- Kunst von Ingo Klöcker, Werkübersicht, Band 2: Materialbilder, Verlag Art+Design, Fürth 1999, ISBN 3-00-034989-8
- Zur Entstehung der Küchenmaschine KM2 von einem, der dabei war, in: Design+Design, unabhängige Zeitschrift für Design-Sammler. 60/2002, S. 10–13, Design+Design-Verlag Jo Klatt Hamburg
- Kunst aus dem Fachbereich? In Jahresbericht 2006/2007 des Fachbereichs Elektrotechnik, Feinwerktechnik Informationstechnik der Georg-Simon-Ohm-Fachhochschule Nürnberg[11]
- Ausstellung Ingo Klöcker, Katalog, Stiftung Meisterhäuser, Dessau 2006
- Methusalem, Geständnisse eines Betroffenen, in: aviso, Zeitschrift für Wissenschaft und Kunst in Bayern, Bay. Staatsministerium für Wissenschaft, Forschung und Kunst, 2–2005, S. 14–21, München
- Als Kain seinen Bruder Abel erschlug – und andere Geschichten, Shaker-Verlag, Aachen 2006, ISBN 3-8322-5663-6
- Zu Gast an Hochschulen in Shanghai und Jingdezhen, in: Jahresbericht 2006/2007 des Fachbereichs Elektrotechnik Feinwerktechnik Informationstechnik der Georg-Simon-Ohm-Fachhochschule Nürnberg[12]
- Die Flabeg-Säule, in: Jahresbericht 2006/2007 des Fachbereichs Elektrotechnik Feinwerktechnik Informationstechnik der Georg-Simon-Ohm-Fachhochschule Nürnberg[6]
- Die Hochschule für Gestaltung Ulm – sehr subjektiv aus der Sicht eines Ehemaligen, in: hfg, ulm, Die Abteilung Produktgestaltung, 39 Rückblicke, Herausgeber Karl Achim Czemper, S. 147–154, Verlag Rohn, Dortmund 2008, ISBN 3-939486-32-9
- Zukunftswerkstatt: Innovationen, neue Ideen und Wege, Shaker-Verlag, Aachen 2009, ISBN 978-3-8322-8537-1
- Wie entsteht eine Zeichnung, und: Zeichnungen von Ingo Klöcker, Katalog, Selbstverlag, Fürth 2016
- Geschnittenes Gras – Salzburger Nockerln 2, Twentysix-Verlag, Norderstedt 2016, ISBN 978-3-7407-1181-8 als E-Book: ISBN 978-3-7407-3654-5
- Er war im Lions Club – Kalatravas Vortrag, Twentysix-Verlag, Norderstedt 2017, ISBN 978-3-7407-1313-3, als E-Book: ISBN 978-3-7407-5601-7
- Technik skizzieren – für Ingenieure, Designer, Architekten, Planer, Gestalter und garantiert einfach zu lernen, Twentysix-Verlag, Norderstedt 2018, ISBN 978-3-7407-3559-3, als E-Book: ISBN 978-3-7407-5648-2
- Technik skizzieren, Band 2 Anwendungen, Twentysix-Verlag, Norderstedt 2018, ISBN 978-3-7407-4848-7, als E-Book: ISBN 978-3-7407-0187-1
- Infam – eine Zugfahrt, Twentysix-Verlag, Norderstedt 2018, ISBN 978-3-7407-5063-3, als E-Book: ISBN 978-3-7407-2067-4
- Vaters Tochter - Kati, Twentysix-Verlag, Norderstedt 2019, ISBN 978-3-7407-5264-4, als E-Book: ISBN 978-3-7407-3947-8
- Der Ingenieur – was Kolo gemacht hat, Twentysix-Verlag, Norderstedt 2020, ISBN 978-3-7407-6729-7, als E-Book: ISBN 978-3-7407-7656-5
- Alt Werden – Peters Manifest der Altersweisheit, Twentysix-Verlag, Norderstedt 2020, ISBN 978-3-7407-6803-4, als E-Book: ISBN 978-3-7407-7709-8

## Ausstellungen
- Ingo Klöcker Materialbilder, Veranstalter: Rathaus Obergünzburg und Kulturbrücke Schwaben e.V., Dietmannsried im Zusammenhang mit der Verleihung Erster Preis der Rupert-Gabler-Stiftung Obergünzburg 1992[9]
- Ingo Klöcker Materialbilder, Ausstellung der Industrie- und Handelskamm Nürnberg in der Bayerischen Hypotheken- und Wechselbank AG Nürnberg, Laudatio Frau Dr. Katharina Bott M.A., Leitung der Graf von Schönborn-Kunstsammlungen Pommersfelden und Wiesentheid, Nürnberg1993[13]
- Ingo Klöcker Materialbilder Retrospektive, Veranstalter: Museum Industriekultur, ein Museum der Stadt Nürnberg, und Kulturbrücke Schwaben, Dietmannsried, 1997[14]
- Ingo Klöcker Materialbilder, Veranstalter: Stiftung Meisterhäuser Dessau, Meisterhäuser Kandinsky/Klee, Dessau 2006–2007[15]
- Ingo Klöcker Materialbilder, Laudatio Dr. Godehard Schramm, Stadttheater Fürth und Art-Agency Hammond, Fürth, 2005[16]
- Ingo Klöcker Die kleine Retrospektive, in: Schloss Burfarnbach Fürth-Burfarnbach, Veranstalter: Kulturamt der Stadt Fürth 2012[17][18]
- Ingo Klöcker Kunst und Spiel, im Spielzeugmuseum, ein Museum der Stadt Nürnberg, aus Anlass der Donation von 4 von Klöckers Arbeiten 2012[19][20]

## Ausstellungs-Beteiligungen
- Der Design-Prozess, Veranstalter: Design-Forum Nürnberg im Messezentrum Nürnberg 1988[21]
- Chips und Gips – Sand im Getriebe, Klöcker, Kunert, Rudolf, Materialbilder schwäbischer Künstler, Veranstalter: Kulturamt der Landeshauptstadt Stuttgart in der Städtischen Galerie unterm Turm, 1991[22]
- 30 Jahre Playmobil, Historisches Museum der Pfalz Speyer, 2004–2005[23], Das gezeigte Werk Leben-Säule, Rauminstallation, befindet sich heute im Spielzeugmuseum-ein Museum der Stadt Nürnberg
- Zeitgenössische Malerei und Plastik in Franken, Schloss Weißenstein Pommersfelden, 1999, nominierte Arbeiten für den Kunstpreis der Nürnberger Nachrichten, organisiert vom Kunstverein Erlangen e.V. Arbeit Ingo Klöcker: Schwarze Kugel[24]
- Kunstpreis der Nürnberger Nachrichten 2004, Kunsthaus Nürnberg im Künstlerhaus, nominierte Arbeiten für den Kunstpreis der Nürnberger Nachrichten 2004, organisiert vom Kunsthaus Nürnberg. Arbeit Ingo Klöcker: Carmina virtualis di ogni/trionfi[25]
- Kunstpreis der Nürnberger Nachrichten 2006, Kunsthaus Nürnberg im Künstlerhaus, nominierte Arbeiten für den Kunstpreis der Nürnberger Nachrichten 2006, organisiert vom Kunsthaus Nürnberg. Arbeit Ingo Klöcker: Cube[26]